# The History Press
The History Press — британское издательство, специализирующееся на публикации изданий, посвящённых местной и специальной истории. Компания утверждает, что является крупнейшим независимым издателем в Великобритании в этой области, публикуя около 300 книг в год и имея в своём активе более 12 000 наименований. 
Созданная в декабре 2007 года, компания The History Press объединила в себе основные элементы NPI Media Group, включая все существующие опубликованные издания, а также все будущие контракты и издательские права, содержащиеся в них. На момент основания в число издательств входили Phillimore, Pitkin Publishing, Spellmount, Stadia, Sutton Publishing, Tempus Publishing и Nonsuch.

## История
Корни издательского наследия The History Press можно проследить до 1897 года, когда Уильям Филлимор основал издательский бизнес, который до сих пор носит его имя, однако сама компания возникла в результате слияния нескольких небольших издательств в 2007 году, которые вошли в состав NPI Media Group. Крупнейшим компонентом NPI Media Group была компания Tempus Publishing, основанная Аланом Саттоном в 1993 году.
Первые годы деятельности издательства Tempus Publishing были посвящены выпуску книг по местной истории, в основном книг со старыми фотографиями, изображающими города и деревни по всей Великобритании. Позднее издательство Tempus Publishing открыло офисы в США и Европе, хотя в настоящее время они уже не используются издательством History Press. 
В 1990-е годы список диверсифицировался в нескольких направлениях. Издательство Tempus Publishing выпустило свои первые книги по археологии, а также книги по более общим историческим темам. Организация стала ведущим издателем материалов по транспорту, включая морскую историю. 
Местная история оставалась основной темой издательства Tempus Publishing, и на момент слияния с The History Press было опубликовано более 1500 наименований. Издательство Tempus Publishing прекратило свою деятельность в 2007 году одновременно с образованием The History Press и впоследствии стало импринтом. 
THP Ireland — отмеченное наградами ирландское издание The History Press Group. Издательство базируется в Дублине и публикует широкий спектр книг, включая исторические, публицистические, биографии, фотографии и историческую прозу. 
В 2017 году историческая серия импринтов Pitkin Publishing была продана издательству Pavilion Books. 

## Офисы

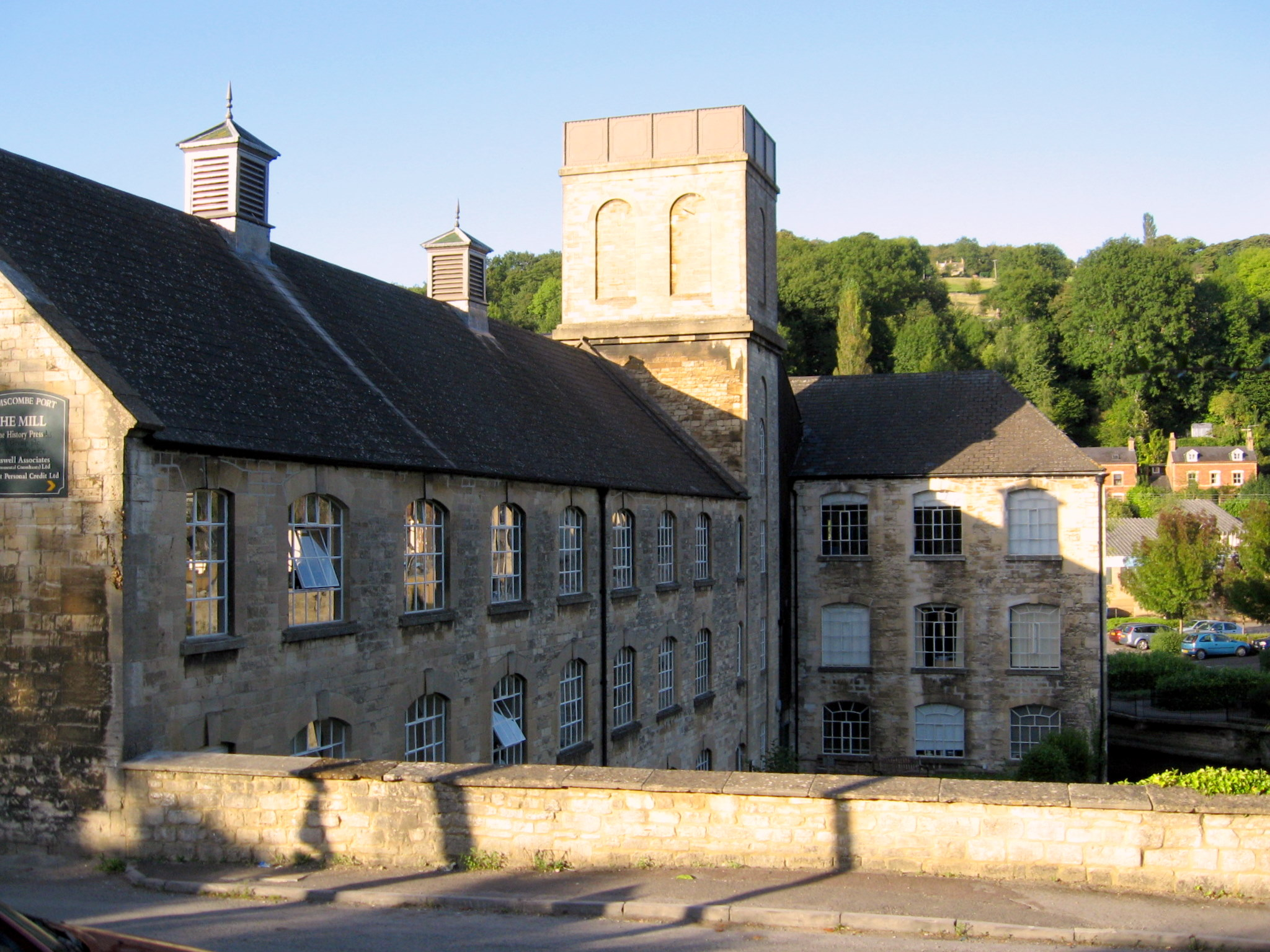
Порт-Милл, Бримскомб

До 2019 года издательство The History Press располагалось в здании The Mill в порту Бримскомб, недалеко от Страуда в графстве Глостершир, а затем переехало в центральный Челтнем. Их головной офис находится по адресу 97 St. George’s Place, Cheltenham, GL50 3QB.

## Книги и жанры
Основные жанры, предлагаемые The History Press, можно разделить на следующие категории: археология, искусство, биография, криминальная история, генеалогия, общая история (от древней и средневековой до современной), местная история (с разбивкой по регионам), военная история, путеводители Национального фонда, королевская история, социальная история, спорт, история транспорта (включая авиацию, железные дороги, мореплавание и автомобили) и подарочные книги. The Mystery Press выпускает исторические детективные романы The History Press.